# Conjunt de finestres de Sant Feliu Sasserra
El Conjunt de finestres de Sant Feliu Sasserra és una obra gòtica de Sant Feliu Sasserra (Bages) inclosa a l'Inventari del Patrimoni Arquitectònic de Catalunya.

## Descripció
Es tracta de tres finestres diferents d'època similar. La de Cal Not és la més ben treballada, té forma rectangular i una ornamentació en alt relleu que realça la finestra, la qual és coronada per un arc conopial. L'estat és bastant deficient.
La finestra de Cal Feliu és estructurada per un arc conopial, format per dos blocs de pedra, i dovelles als brancals, tot amb l'intradós motllurat; es troba emplaçada a la part posterior de la casa, al costat de l'hort.
La finestra de Cal Puig és estructurada per un doble arc de mig punt, geminat, al qual li manca la columna del mig. Destaquen les mènsules o capitells decorats amb cinc flors a banda i banda.

## Història
Hom creu que la finestra de Cal Not prové del mas Rocaguinarda d'Oristà, lloc d'origen del famós bandoler Perot Rocaguinarda, avui en ruïna. El que és segur que no es troba al seu emplaçament original. Aquestes finestres són restes de les residències d'antigues famílies nobles del poble, com els Tord i els Sacirera.